# Jacques Halbronn
Pour les articles homonymes, voir Halbronn.
Jacques Halbronn, né le 1er décembre 1947 à Paris, est un historien de l'astrologie et du prophétisme français.

## Biographie
Jacques Halbronn naît dans une famille d'origine juive, à Paris de Pierre Halbronn (1905-1970), ingénieur agronome, chef de service au ministère de l'Agriculture. Il est le petit-fils de la poétesse et romancière française, Claude Jonquière (1885-1957).

### Formation
Ancien élève du lycée Pasteur de Neuilly, il a fréquenté l'Institut national des langues et civilisations orientales, et l'École pratique des hautes études.
Il est docteur en études hébraïques (1979), titulaire d'un DEA en anglais (1981), d'un DESS en ethnométhodologie (1995) et docteur d'État en histoire (1999). Post doctorat en Histoire du catholicisme (2007 EPHE Ve section) sous la direction de Louis Chatelier.

### Carrière
Fondateur et président du MAU (Mouvement astrologique unifié) en 1975, il a organisé des colloques sur l'astrologie et, depuis 1972, il dirige la Bibliotheca Astrologica, qui rassemble des documents relatifs à l'astrologie et au prophétisme. Il a constitué le Catalogue alphabétique des textes astrologiques français.

## Publications

### Ouvrages
- La Vie astrologique, années trente-cinquante, éditions La Grande Conjonction, 1995  (ISBN 2-85707-740-8)
- La vie astrologique, il y a cent ans, éditions de la Grande Conjonction, 1992
- Histoire de l'astrologie, avec Serge Hutin, Artefact, 1986
- Clefs pour l'astrologie, Paris, Seghers, 1976 ; réédition 1993  (Ed. Espagnole, 1979, Madrid, EDAF, Las claves de la Astrologia)
- Mathématiques divinatoires, préface de Jean-Charles Pichon, Paris, éd. La Grande Conjonction, 1983.
- Guide de la vie astrologique, préface Robert Changeux, Paris, La grande Conjonction-Guy Trédaniel, 1984
- Le Monde juif et l'Astrologie : histoire d'un vieux couple, Milan, Arché, 1985
- Astrologie et Prophétie : merveilles sans images, catalogue d'exposition à la Réserve des livres rares, Paris, Bibliothèque nationale, 1994
- Le Texte prophétique en France : formation et fortune. Thèse d'État Paris X, UFR  Littérature Française
- 1999, Villeneuve d'Ascq, Ed. du Septentrion, 2002
- Documents inédits sur le phénomène Nostradamus, Ed. Ramkat, 2002 (coll. Robert Benazra)
- Le Sionisme et ses avatars au tournant du XXe siècle, Ed. Ramkat, 2002, préface Hervé Gabrion.
- Prophètes et prophéties : décodage et interprétation, Boulogne-Billancourt, Axiome éditions, 2005

### Édition d'ouvrages
- Jean-Baptiste Morin de Villefranche, Remarques astrologiques, Bibliotheca Hermetica, Paris, Retz, 1975 ; réédité aux Éditions Arbre d'or (sur internet)
- Abraham Ibn Ezra (préface de G. Vajda), La Sapience des signes, précédée du Livre des fondements astrologiques (trad. de l'hébreu J. Halbronn) , Bibliotheca Hermetica, Paris, Retz, 1977 (réédité sur le site Arbre d'or).
- Claude Dariot, Introduction au jugement des astres (1558), Ed Pardés, 1990, Postface (présentation Denis Labouré).
- Michel Gauquelin, Les Personnalités planétaires, Paris, La Grande Conjonction, 1992. postface J. Halbronn et Guy Leclercq
- Etteilla, L'Astrologie du Livre de Thot, Paris, La Grande Conjonction, 1993
- Nicolas Bourdin, Le Commentaire du Centilogue (sic), Paris, La Grande Conjonction, 1993

### Direction d'ouvrages collectifs
- Aquarius ou La Nouvelle Ère du Verseau, Paris, éd. Albatros-L'Autre Monde, 1979
- La Vie astrologique, il y a cent ans, Paris, éd. Guy  Trédaniel, 1992
- Le Guide astrologique, Paris, éd. Olivier Laurens, 1997